# Ishwarpur
Ishwarpur (Nepali इश्वरपुर Ishwarpur) ist eine Stadt (Munizipalität) im östlichen Terai im Distrikt Sarlahi (Nepal).
Die Stadt entstand 2014 durch Zusammenlegung der Village Development Committees Bela, Bhaktipur und Ishwarpur.
Bei der Volkszählung 2011 hatten die VDCs, aus welchen die Stadt Ishwarpur entstand, 40.511 Einwohner (davon 19.810 männlich) in 7625 Haushalten.